# Donaldson Romeo
Donaldson Romeo (Salem, 1962) es un político de la isla de Montserrat. Sirvió como primer ministro entre 2014 y 2019. Se desempeña actualmente como Miembro de la Asamblea Legislativa de Montserrat.
Previamente a su entrada en la política trabajó como periodista y artista, fue elegido por primera vez al parlamento en el 2011.
Romeo nació en Salem, Montserrat en 1962. Concurrió a la Salem Primary School y a la Montserrat Secondary School, antes de convertirse en pupilo en la George School, internado en Estados Unidos. A pesar de comenzar estudiar Medicina en la Temple University, regresó a Montserrat para ayudar a su padre con su ferretería. En 1984 se mudó al Reino Unido, donde desarrolló una carrera como artista. Se libró una orden de deportación hacia su persona, pero gracias al apoyo de los parlamentarios Ken Livingstone y John Carlisle, y de la National Portrait Gallery, la orden fue revocada.